# Космач (Косовский район)
Косма́ч (укр. Космач) — село в Косовском районе Ивано-Франковской области Украины, административный центр Космачской сельской общины.
Население по переписи 2001 года составляло 6 054 человека. Занимает площадь 84,309 км². Почтовый индекс — 78640. Телефонный код — 03478.

## Знаменитые люди

### Родились
- о. Емельян Ковч (20.08.1884 г. — 25.03.1944 гг.) — украинский греко-католический священник-миссионер, исповедник, капеллан УГА, общественный деятель, патриот, праведник Украины (9.09.1999 г.), Блаженный священномученик (27.06.2001 г.), покровитель священников УГКЦ (24.04.2009 г.)
- Никита Семчук — стрелок УПА «Облако», талантливый резчик, гравер.
- Роман Реведжук — украинский журналист, националист-республиканец, участник двух революций, борец за справедливость. Соучредитель и лидер Республиканской платформы[1]. В 2020 году вынужденно покинул Украину спасаясь от преследований центральной власти. По информации СМИ получил политическое убежище в Швейцарии. Также в сети появилась информация, что Реведжук был секретным агентом Службы Безопасности Украины[2].

### Связанные
История Космач тесно связана с биографией Алексея Новаковского, Михаила Мороза, Григория Смольського, Святослава Гордынского, Эдварда Козака, Степана Луцика, Ольги Рем, Антона Мороза, Мирона Левицкого, Филарета Колессы, Ирины Вильде и другие. Здесь работали братья-резчики Бобьяк Василий и Юра.
Первая женщина доктор искусствоведения на Гуцульщине — Никорак Елена Ивановна, родилась в с. Космач, проживает во Львове.

## Галерея

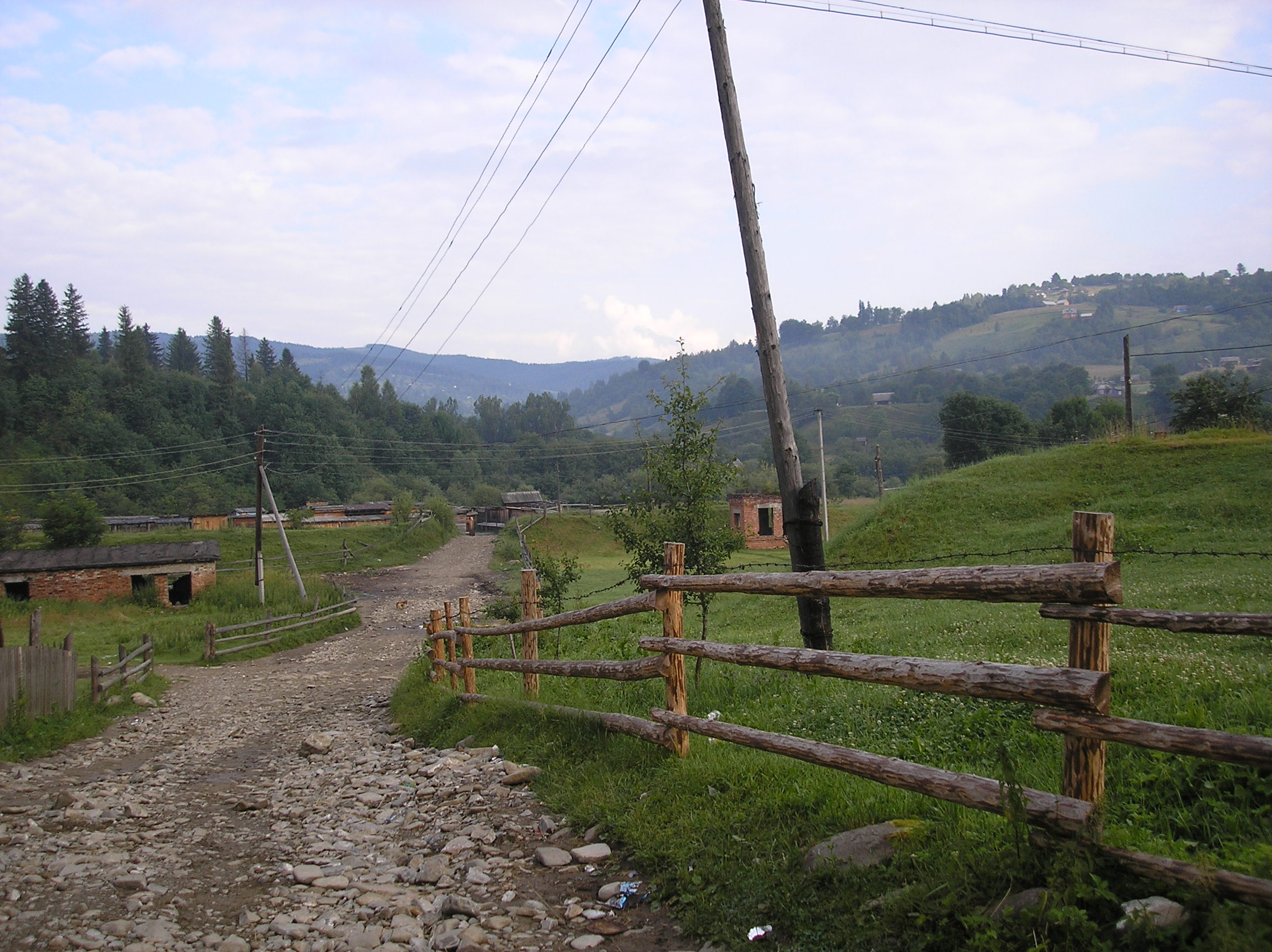
Вид села
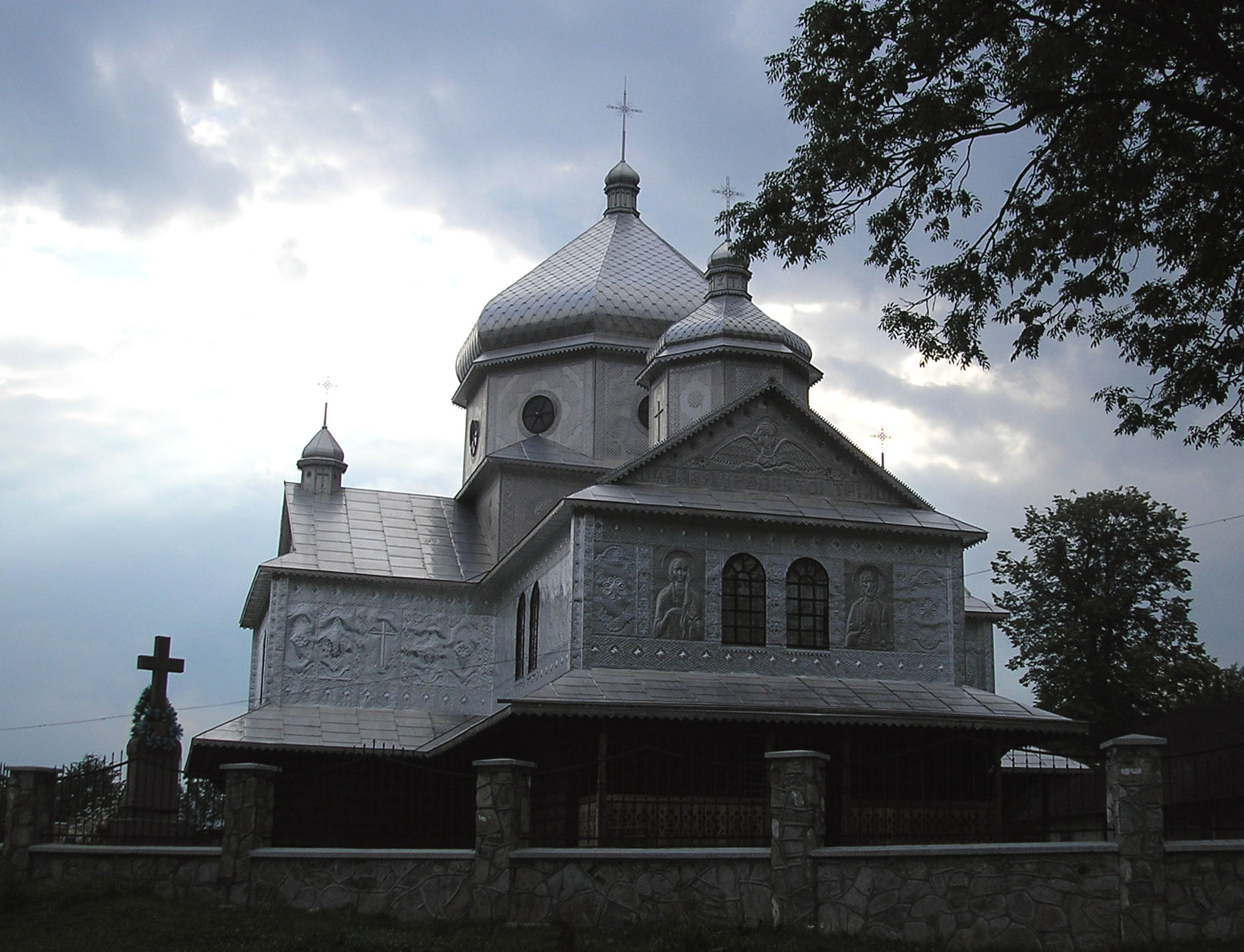
Греко-католическая Церковь Святой Троицы
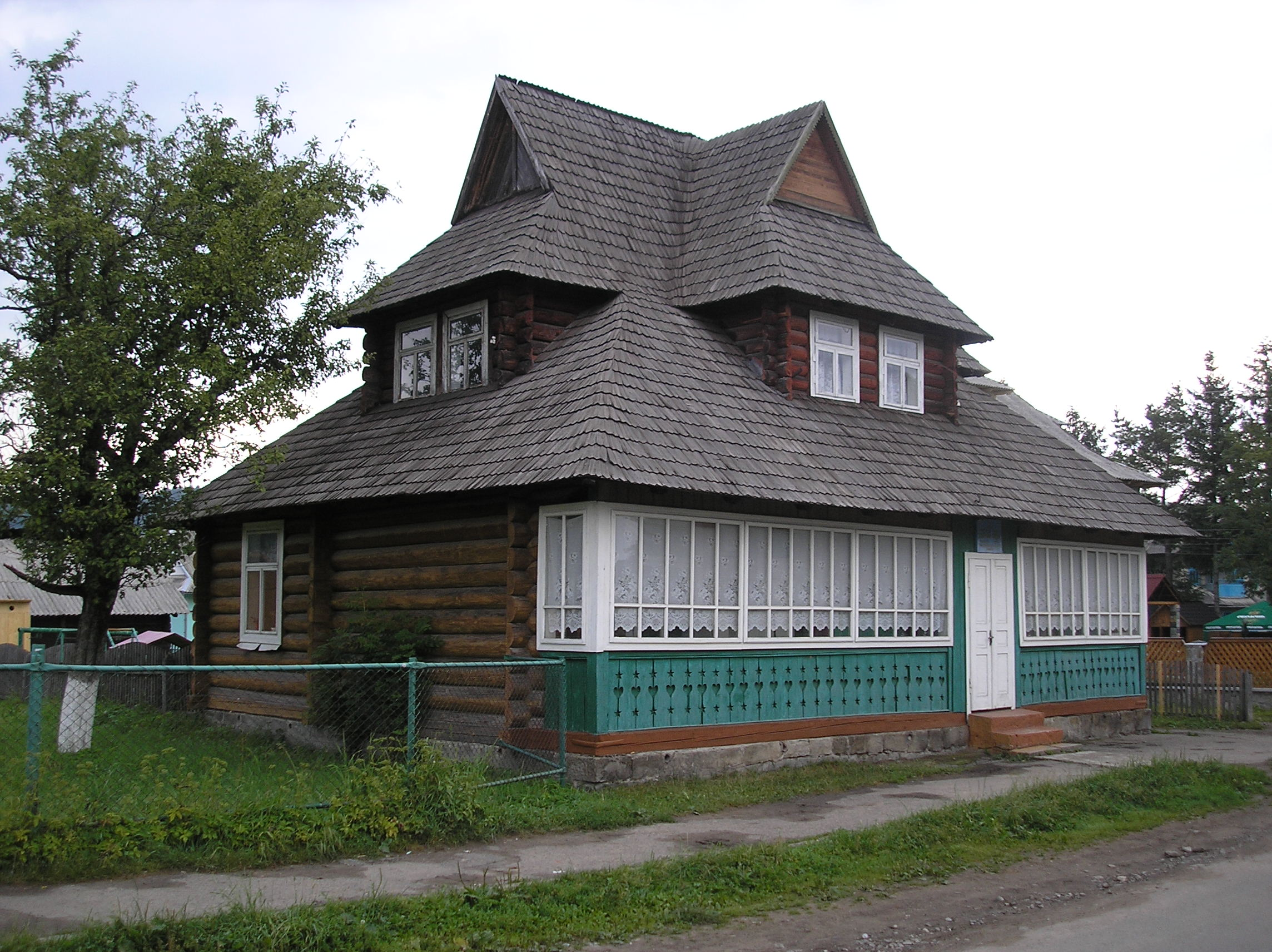
Дом
Село Космач зимой
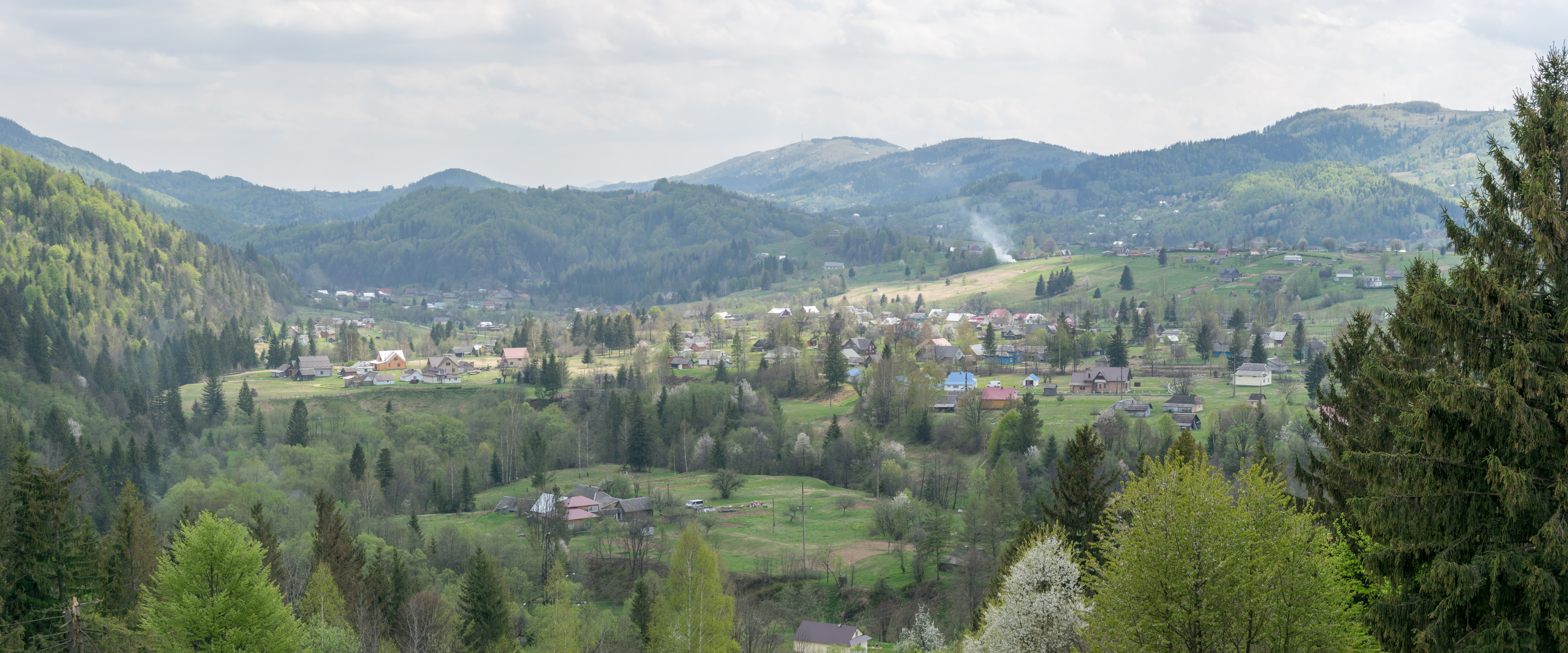
Село Космач весной